# Понс, Леле
Элеонора «Леле» Понс Маронесе (англ. Eleonora «Lele» Pons Maronese; род. 25 июня 1996 года; Каракас, Венесуэла) — американская актриса и интернет-знаменитость венесуэльского происхождения, наиболее известная своими 6-ти секундными видео на сервисе Vine. По состоянию на 13 июня 2016 года Понс достигла 8,4 млрд повторов на Vine, что делает её самым просматриваемым пользователем на данном сервисе, а также у звезды 53.8 млн подписчиков в instagram, что также делает её одной из самых подписываемых людей.
Наибольшее количество видео Понс состоит из розыгрышей над самой собой, друзьями, одноклассниками и семьёй.

## Ранняя жизнь
Леле Понс родилась в Каракасе в Венесуеэле. Когда ей было пять лет, её семья переехала в США, где поселилась в Майами в штате Флорида. Там в 2015 году Леле окончила Старшую Школу Маями-Кантри-Дэй, после чего переехала в Лос-Анджелес. По её словам, в школе у неё почти не было друзей и она была объектом насмешек из-за её акцента и носа. Впоследствии Леле сделала пластическую операцию и изменила форму носа.

## Карьера
Понс совместно с писателем, автором бестселлера New York Times, Мелиссой Де Ла Круз написала книгу под названием «Surviving High School» (рус. «Выживание в старшей школе»), которая была опубликована в апреле 2016.
В 2016 году Леле встретилась с Мишель Обамой совместно со своими коллегам-вайнерами Жеромом Жарром и Эндрю Бэчелором (известный как King Bach). В том же году Понс появилась во втором сезоне сериала «Крик».
Понс сотрудничает с Shots Studios для создания видео и в 2016 году запустила свой канал на YouTube.

## Знакомство с Vine
Понс получила свой первый телефон в 15 лет, и вскоре познакомилась с Vine, заявив: «я начала снимать со своими друзьями, и у меня стало неплохо получаться. Сначала это было просто для творчества — это даже не было смешно».
Позже Понс стала одним из самых известных вайнеров, став первой, кто преодолел порог 1 млрд повторов. По состоянию на 1 сентября 2015 года она является самым просматриваемым вайнером всех времен, имея 6,7 миллиардов повторов. Кроме того, Понс является одним из самых подписываемых вайнеров, имея на счету свыше 29,7 млн подписчиков. Она также является создателем знаменитой фразы «Do It For The Vine»(рус. «Сделай это для Vine»).

## Избранная фильмография
| Год  |   | Русское название | Оригинальное название | Роль |
| ---- | - | ---------------- | --------------------- | ---- |
| 2016 | с | Крик             | Scream                | Лия  |

## Награды и номинации
| Награды и номинации | Награды и номинации       | Награды и номинации            | Награды и номинации | Награды и номинации |
| Год                 | Награда                   | Категория                      | Результат           |                     |
| ------------------- | ------------------------- | ------------------------------ | ------------------- | ------------------- |
| 2014                | Teen Choice Awards        | Лучший вайнер                  | Номинация           |                     |
| 2014                | Streamy Awards            | Вайнер года                    | Номинация           |                     |
| 2015                | Shorty Awards             | Звезда вайна                   | Номинация           |                     |
| 2015                | Teen Choice Awards        | Женская интернет-знаменитость  | Номинация           |                     |
| 2015                | Streamy Awards            | Вайнер                         | Номинация           |                     |
| 2016                | People’s Choice Award     | Любимая интернет-звезда        | Номинация           |                     |
| 2016                | Premios Juventud          | 6 Segundos de Fama             | Номинация           |                     |
| 2016                | Teen Choice Awards        | Лучший вайнер                  | Победа              |                     |
| 2016                | Streamy Awards            | Вайнер                         | Номинация           |                     |
| 2016                | Premios Tu Mundo          | Influencer favorito            | Номинация           |                     |
| 2016                | Hispanicize Tecla Awards  | Latinovator                    | Победа              |                     |
| 2017                | MTV Millennial Awards     | Инстаграм-блогер               | Номинация           |                     |
| 2017                | MTV Millennial Awards     | Supercollab                    | Номинация           |                     |
| 2017                | Kids Choice Awards Mexico | Chica Trendy                   | Номинация           |                     |
| 2017                | Teen Choice Awards        | Интернет-знаменитость: комедия | Номинация           |                     |